# زبان اشاره نپالی
زبان اشاره نپالی زبان اشاره‌ای است که توسط ناشنوایان و کم شنوایان در نپال استفاده می‌شود.